# サンセットドライブ
『サンセットドライブ』は、2014年製作、2015年公開の日本映画。
樋本淳監督。佐伯日菜子、小林敬主演。

## 概要
両親が離婚して、家族が離ればなれになる前に、運命の偶然から得た「一週間の猶予」。そこで、今までになかった親密な時を過ごす父親と息子。鎌倉を中心とした湘南を舞台にしたロードムービー。サッカードキュメンタリー映画『クラシコ』で長編映画デビューした樋本淳が、製作総指揮・脚本・監督を兼ねている。
基本的にはモノクロ映画だが、回想シーンを中心に、色彩を抑えたカラー映像表現もある、パートカラー構成。
母親役の佐伯日菜子以外は、演技未経験者を中心にキャスティングされた。父親役の小林敬は監督の友人、息子役の樋本涼は監督の長男である。
2014年に完成し、2015年に東京で公開。2016年には大阪で公開された。

## あらすじ
舞台は、夏の終わりの神奈川県鎌倉市。
第1日目。契約社員をしながらも音楽の夢を捨てきれない主人公の植木要一は、妻・亜紀と別れることになり、その夜、離婚届にサインをする。長男・亮（5歳）と長女・雪（1歳）は、亜紀が引き取ることに決まり、亮の新学期が始まる前に夫婦は別居することになっている。夜遅く、雪が発熱して、亜紀が市民病院に連れて行くと、髄膜炎の疑いで即入院となる。
第2日目。要一と亮は、朝から市民病院を訪ねるが、亮は小児病棟に入れず、受付で待つ。雪はしばらく経過観察となり、亜紀は病院に泊まりこむことになる。亜紀が、亮を実家へ預けに行く間、要一は病室で待つ。眠っている雪を見ていると、要一は、幼いころに父親が病死した時のことを思い出す。夜、戻ってきた亜紀に対し、要一は、彼女の身体を気遣う言葉をかける。
第3日目。亜紀から、「亮が帰りたがっている」と聞かされた要一は、夜、亮を迎えに行く。これまで、ほとんど接点がなかった父子は、夕食のコンビニ弁当を食べながら、初めて親密な会話をする。
第4日目。要一は、亮を連れて仕事場へ行き、雪が退院するまで仕事を休む許可をもらう。その後、父子は静かな寺を散策し、亮の希望で海水浴場へ行く。夜は、要一の行きつけのスナックで夕食を食べ、酔った要一は、初めて息子の前で歌を披露する。
第5日目。亜紀が帰宅して家事をしている間、要一は病室にいる。寝ている雪の傍らで、要一は、亜紀と出会った頃のことを思い出す。
第6日目。朝から、要一と亮は市民病院へ。雪は回復して、明日、退院出来ることになる。要一が病室から戻ると、病院のロビーで、亮が他の子供を乱暴している。要一は、激しく怒り、その日予定していた海水浴は中止にする。夕方、仲直りをする要一と亮。
第7日目。病院へ亜紀と雪を迎えに行く前に、要一と亮は海水浴に。サーファーしかいない海で、2人で遊ぶ。その後、要一は亮に、間もなく別々に暮らすことになることを告げる。幼いながら、現実を受け止めようとする亮。要一は、家族の再生を考えるようになる…。

## キャスト
- 植木要一 - 小林敬
- 植木亜紀 - 佐伯日菜子
- 植木亮 - 樋本涼
- 植木雪 - 樋本楓
- 小児科医 - 内田剛史
- 老人 - 中司豊
- 老婦人 - 黄田明子
- 売店の店員 - 佐藤登重子
- 要一の父 - 塚本桂三
- 要一の母 - 岩坂正美
- 部長 - 赤間恵一
- 社長 - 清義明
- カメラマン - 鈴木教雄
- モデル - 菅千代美
- ジュリ - 本郷樹里
- ジュリの母 - 本郷伸子
- スナックのママ - 木村由利子
- ユキ - 菅原えり
- スナックの客 - 小金井敏邦
- 看護師 - 荻原志乃
- 幼児期の亮 - 岩坂希大
- 見舞いの女性 - 黄英子
- 見舞いの子供 - 塚本惣介
- サーファー - 増山大輔

## スタッフ
- 製作 - 亀山愛明
- 製作総指揮 - 樋本淳
- 脚本・監督 - 樋本淳
- 撮影・照明 - 新津マサミ
- 録音 - 荻久保則男
- 編集 - 村岡哲也
- 音楽 - 纐纈悠輔（オトループ）
- VFX・製作補 - 内田剛史
- 美術 - 三原等
- 配役・製作補 - 野崎明広
- 音響 - 塚本桂三
- メイク - 佐藤登重子 畑中嘉代子 中島由起子
- スタイリスト - 濱田恵 小林ひで美 樋本康子 新井貴子
- 撮影助手 - 加藤智則 原伸也 田中航
- カラリスト - 稲川実希
- ポスプロ監修 - 豊里泰宏
- スチール - 鈴木教雄
- 広告デザイン - 網野幹也
- 制作デスク - 渡辺紀子 小林梨沙
- 医療監修 - 桑敏之
- 禅監修 - 朝比奈惠温
- 主題歌 - 纐纈悠輔
- 挿入歌 - 加納順
- 挿入歌 - hoto-D
- イメージソング - 臼井ミトン